# Silikonová forma
Silikonová forma je forma sloužící k vtiskování nebo odlévání různých materiálů všude, kde je výhodné využít vlastností silikonu.
V umění se používá k vytvoření kopie výtvarného díla tam, kde složitost výtvarného díla neumožní zhotovit formu klínovou nebo kombinovanou. Model může být zhotovený z jakéhokoli pevného materiálu. Na model se nejdříve nanáší silikon, který je následně překrytý sádrovým klínem. Sádrový klín při odlévání vytvoří pro silikon lůžko a tím drží jeho tvar. Výhodou silikonové formy je, že ji není nutno při odlévání separovat a můžeme ji opakovaně použít. Silikonová forma vyžaduje radu štukatéra.
V gastronomii se používá jako alternativa ke klasickým formám, jako například pro pečení bábovek, muffinů apod.